# Fools (EP)
"Fools" EP là tác phẩm âm nhạc đầu tay của ca sĩ và nhà soạn nhạc người Anh mang dòng máu nửa Vương Quốc Anh, nửa Malta Lauren Aquilina. Aquilina tung ra EP này vào ngày 22 tháng 10 năm 2012. Không cần hãng xuất bản danh tiếng, vốn tự cấp, không bản thu radio hay bất kỳ hình thức quảng cáo nào, EP vuơn tới vị trí thứ 10 ở bảng xếp hạng album trên iTunes Anh, đứng trên nhiều album khác với các hãng xuất bản danh tiếng xuất bản trong tuần đó.
Bản nhạc 'Fools' cũng vươn tới vị trí thứ 72 trên bảng xếp hạng đĩa đơn ở Vương Quốc Anh giúp cô trở thành nghệ sĩ duy nhất mang quốc tịch Anh đứng trên bảng xếp hạng vào năm 2012.

## Danh sách bản nhạc
| STT | Nhan đề  | Sáng tác                                    | Thời lượng |
| --- | -------- | ------------------------------------------- | ---------- |
| 1.  | "Fools"  | Lauren Aquilina, Ryan Walter, Daniel Goudie | 3:33       |
| 2.  | "Lilo"   | Lauren Aquilina, Daniel Goudie              | 3:41       |
| 3.  | "King"   | Lauren Aquilina, Daniel Goudie              | 3:58       |
| 4.  | "Wonder" | Lauren Aquilina, Daniel Goudie              | 3:58       |

## Lưu diễn
Vào tháng 2 năm 2013 Aquilina biểu diễn chính thức lần đầu tiên để quảng bá cho 'Fools'. Vé của tour lưu diễn bán hết chỉ sau 2 ngày.